# 슈테헬베르크
슈테헬베르크(독일어: Stechelberg)는 스위스 베른주 베른고원 지방, 라우터브루넨의 계곡 안쪽에 위치한 마을이다. 해발 922m로 빙하가 형성한 U자곡의 바닥에 있어, 서쪽의 절개 절벽으로부터 엄청난 폭포수가 흘러 떨어진다.
이 마을에는 1965년 건설된 공중 트램웨이(Luftseilbahn Stechelberg-Mürren-Schilthorn, LSMS)가 있어서 쉴트호른으로 올라가는 케이블카 기슭 역이 있어, 쉴트호른 관광의 거점이 되고 있다. 슈테헬베르크까지 등산 철도역이 있는 라우터브루넨에서 포스트버스가 연결된다. 슈테헬베르크와 라우터브루넨 사이에는 지중을 흐르는 폭포로 알려진 트뤼멜바흐 폭포가 있다.
슈테헬베르크의 남쪽은 유네스코 세계자연유산에 등록된 지역(스위스 알프스 융프라우-알레취)이다.
2003년 2월 6일, 두 차례의 눈사태가 마을을 덮쳤지만 큰 피해는 없었다. 폭설과 눈사태의 위험이 계속되면서 주민들은 집밖으로 나갈 수 없었고 학교는 당분간 문을 닫았다.

## 관광
라우터브루넨 계곡의 후미는 대규모 자연 보호 구역이다. 이곳은 그것은 또한 스위스 알프스 융프라우-알레취 유네스코 세계 문화 유산의 일부이기도 하다. 슈테헬베르그는 많은 고산 투어의 출발점이다.

## 교통
일단 인터라켄 동역에서 등산 철도로 라우터브루넨으로 가야 한다. 라우터브루넨에서 포스트버스로 슈테헤르베르크까지 갈 수 있다.